# DEEN at BUDOKAN FOREVER 〜25th Anniversary〜
『DEEN at BUDOKAN FOREVER 〜25th Anniversary〜』(ディーン・アット・ぶどうかん・フォーエヴァー 〜トゥエンティーフィフス・アニバーサリー〜)は、日本のロックバンドDEENのライブ・ビデオ。

## 解説
DEENのデビュー日からちょうど25周年目を迎える2018年3月10日に行われた日本武道館プレミアム公演の様子が収められている。
当日披露された全曲が完全ノーカットで収録された。また、ギタリスト田川伸治がDEENのメンバーとして参加した最後の公演となっており、この日をもって脱退することになっており、3人体制としては本ライブがラストステージとなり、同時に本作も3人体制としては最後の作品となった。ライヴ後のメンバーインタビューも収録された。
Blu-rayはLIVE CD2枚+フォトブック+スペシャルパッケージ仕様の完全生産限定プレミアム盤となっている。

## 収録曲
1. 翼を広げて
2. 君さえいれば
3. Memories
4. Teenage dream
5. JUST ONE
6. 哀しみの向こう側
7. 思いきり 笑って
8. 言葉で伝えたくて
9. 素顔で笑っていたい
10. MY LOVE
11. Power of Love
12. 太陽と花びら
13. レールのない空へ
14. 永遠の明日
15. 千回恋心!
16. 歌になろう
17. Smile Blue
18. 心から君が好き 〜マリアージュ〜
19. 君へのパレード♪
20. 遠い空で
21. Negai
22. Celebrate
23. もう泣かないで
24. 永遠をあずけてくれ
25. 夢の蕾
26. 君がいない夏
27. 夢であるように
28. LOVE FOREVER
29. ダイヤモンド
30. 手ごたえのない愛
31. SUNSHINE ON SUMMER TIME
32. Brand New Wing
33. STRONG SOUL
34. 瞳そらさないで
35. Journey
36. キズナ
37. 未来のために
38. ひとりじゃない
39. 君が僕を忘れないように 僕が君をおぼえている
40. このまま君だけを奪い去りたい